# Bommerholz-Muttental
Bommerholz-Muttental ist ein Ortsteil des Wittener Stadtteils Herbede (Nordrhein-Westfalen, Ennepe-Ruhr-Kreis). Er hatte am 31. Dezember 2015 insgesamt 1199 Einwohner.

## Bommerholz

### Geschichte
Bommerholz ist in seinen Ursprüngen die Mark des ehemaligen Dorfes Bommern. Wann das Gebiet zum ersten Mal als Bommerholz urkundlich Erwähnung fand, ist nicht bekannt. Bedeutung erlangte Bommerholz in den Jahren zwischen 1766 und 1769. Aufgrund einer Anordnung der preußischen Regierung wurden die alten Marken im Land neu aufgeteilt; die einstmals allein zur Nutzung berechtigten Grundbesitzer und Markenkötter mussten Nutzungsanteile an andere Vollbauern abtreten, gleichzeitig wurden Kleinzechen errichtet. 1794 wurde mit dem Bau einer Straße von Bommern nach Elberfeld begonnen. Zweck der Straße war es, den Kohlebedarf der aufstrebenden Stadt Elberfeld zu sichern. Diese „Provinzialstraße“ führte direkt durch Bommerholz und verhalf dem Ort zu einem kurzfristigen Bevölkerungswachstum.
Langfristig konnte Bommerholz jedoch nicht von seiner Lage direkt an diesem bedeutenden Verkehrsweg profitieren. Landschaftlich blieb Bommerholz weitestgehend landwirtschaftlich geprägt, da sich die bedeutenden Zechen Bommerns wie Neue Bommerbank (gegründet 1743), Braunschweig (1751) oder Glücksstern (1759) direkt in Bommern befanden, hatten sie von hier aus einen direkten Zugang zur Ruhr. Nach der französischen Besatzung der Region Anfang des 19. Jahrhunderts, wurde Bommern ein Teil des Amtes Volmarstein und schloss sich mit der Gemeinde Wengern zusammen. Durch diesen Zusammenschluss fokussierte sich die weitere wirtschaftliche Entwicklung auf die Dorfkerne von Bommern und Wengern. Daran änderte sich auch nach dem Ausscheiden Bommerns aus diesem Verbund im Jahre 1895 nichts.
Durch die Gemeindereform von 1929 fiel Bommern an Witten, Bommerholz wurde von Herbede verwaltet, 1951, nach der Verleihung der Stadtrechte an Herbede, wurde Bommerholz der Status eines Stadtteils verliehen. Aufgrund seiner Nähe zu den Herbeder Stadtteilen Vormholz und Durchholz, werden die Stadtteile umgangssprachlich die Hölzer genannt (im Allgemeinen wird auch der autark gelegene Ortsteil Buchholz dazu gerechnet).
Mit der Eingemeindung Herbedes in die Stadt Witten, die am 1. Januar 1975 in Kraft trat, hat Bommerholz seinen Status als eigenständiger Stadtteil verloren und ist heute ein Ortsteil von Herbede. Die Bezeichnung des Ortsteils in den offiziellen Gemarkungskarten der Stadtverwaltung Witten darf als ein verwaltungstechnisches Konstrukt bezeichnet werden, vor allem, da sich das Muttental tatsächlich über die Stadt- und Ortsteile Bommern, Vormholz, Durchholz (hier entspringt der namensgebende Muttenbach) und Bommerholz erstreckt und sich die bedeutendsten bergbau- und industriehistorischen Stätten im Bommeraner Teil befinden.

### Flächennutzungsplan 2020
In Witten wird bis zum Jahr 2009 ein neuer Flächennutzungsplan erstellt. Gerade für Bommerholz ist dieser von essentieller Bedeutung, denn seit den 1980er Jahren hat sich aufgrund dichter Wohnbebauung das Bild des Stadtteils dramatisch verändert. Aus dem einst landwirtschaftlich geprägten Ortsteil mit geringer Bevölkerung ist eine Schlafstadt geworden. Fand die Neubebauung zunächst nur in Nähe der ehemaligen Provinzialstraße statt, haben sich die Neubaugebiete inzwischen förmlich in die Landschaft „hineingefressen“. Weder in Bezug auf die Ansiedlung von Einzelhandel noch auf den Ausbau des Öffentlichen Personennahverkehrs hat sich die Infrastruktur vor Ort den neuen Wohnverhältnissen angepasst. Es gibt in ganz Bommerholz nicht einmal einen Kiosk oder eine Tankstelle, die eine Minimalversorgung ermöglichen würde. Um dieser besonderen Situation gerecht zu werden und sie im neuen Flächennutzungsplan zu berücksichtigen, hat die Stadtverwaltung Bommerholz von Herbede abgekoppelt und aufgrund der räumlichen Nähe in die Planungen für den Stadtteil Bommern aufgenommen, was dem historischen Wachsen des Ortsteils entspricht.

## Muttental
Das Muttental gilt als Wiege des Ruhrbergbaus. Aufgrund des RuhrRadweges, der 2006 eröffnet wurde und der die Ruhrufer des Tals durchläuft, erfreut sich das Muttental im Nahtourismus zunehmender Beliebtheit. Das Muttental erstreckt sich über mehrere Orts- und Stadtteile. Zum Ortsteil „Bommerholz-Muttental“ gehören vor allem Waldflächen, die bedeutenden historischen Stätten auf dem Bergbauwanderweg Muttental befinden sich nahe dem Bommeraner Ruhrufer.